# 催乳素
催乳素（prolactin，縮寫PRL）又稱促乳素、泌乳素，或是“乳促”素（lactotropin，-tropin 意為“促素”），是一种主要由垂体前叶嗜酸性乳促细胞（lactotropic cell）又称催乳素细胞（prolactin cell）分泌的蛋白质激素，亦可由蜕膜、子宫肌层、乳腺、淋巴细胞、白细胞和前列腺分泌。催乳素主要作用为促进乳腺发育增生，刺激并维持泌乳作用。

## 功能
催乳素能刺激哺乳动物的乳腺发育或泌乳，同时刺激卵巢黄体分泌黄体酮。对鸟类而言，催乳素则刺激嗉囊分泌嗉囊乳。
在发育期，催乳素能与雌激素、孕激素及其他激素共同作用，促使乳腺发育；在妊娠時期可使乳腺得到充分发育，使乳腺小叶末端导管发展成为小腺泡；分娩后，催乳素的分泌大量增加，乳腺开始泌乳。
多巴胺会抑制催乳素。

## 化学成份与机理
催乳素由199个氨基酸残基组成的单一肽链组成，含有3个二硫键，不含糖基部分的化学式为：C1008H1594O303N284S11（注：包含基础糖型GlcNAc2Man3的分子式为：C1054H1670O338N286S11），其结构和生长激素（GH）有很强的同源性。受体结构也很相似，只是受体在胞内的结构域与GH的受体不同。
催乳素能与乳腺上皮细胞的受体结合，从而刺激乳腺腺泡发育和促进乳汁的生成与分泌。

## 分泌与腺体
与GH相似，催乳素的分泌，既受到下丘脑催乳素抑制因子（PIH）与催乳素释放因子（PRF）及其他激素的调节，又能通过短环路反馈进行自我调节。但与所有其他垂体激素不同的是，下丘脑对它分泌的调节主要是抑制性的，而不是刺激性的。于是对下丘脑控制的破坏总是会引起PRL分泌的增强而不是降低。促甲状腺释放激素、小剂量的雌激素、孕激素可促进垂体分泌催乳素；而大剂量的雌激素、孕激素、多巴胺则可抑制催乳素的分泌。
吸吮也能增加催乳素的分泌。婴儿的不断吸吮，刺激垂体前叶分泌催乳素，从而使泌乳可维持数月至数年。

## 外部連結
- Pathophysiology of Endocrine System—Prolactin at colostate.edu
- MedlinePlus百科全书 Prolactin
- Prolactin （页面存档备份，存于） - Lab Tests Online
- med/1098 於 eMedicine—"Hyperprolactinemia"
- med/1914 於 eMedicine—"Prolactin Deficiency"
- - "Endocrine Society Guidelines"